# Vera Fretter
Vera Fretter (* 5. Juli 1905; † 15. Oktober 1992 in Purley) war eine britische Malakologin und Anatomin.

## Leben
Fretter wuchs im Stadtteil Plumstead von London auf und war zunächst Lehrerin im Südosten von London. Sie studierte zunächst nebenbei in London Zoologie und nach einem Bachelor-Abschluss mit Bestnoten wandte sie sich ganz der Zoologie zu und wurde 1936 am Birkbeck College der Universität London promoviert mit einer Arbeit über den Darm von Käferschnecken (Polyplacophora). Danach und während des Zweiten Weltkriegs lebte sie eine Weile im Elternhaus in Kingsand am Plymouth Sound, wo sie vor Ort Mollusken studieren konnte. Ab 1954 war sie an der University of Reading, an der sie Reader wurde und 1970 in den Ruhestand ging, aber weiter wissenschaftlich aktiv war.
Sie ist bekannt für Studien zur funktionellen Anatomie und Biologie von Mollusken (speziell Vorderkiemerschnecken (Prosobranchia)). Ein weiteres Interessenthema waren die Larvenstadien der Mollusken, die sie an Meereslaboratorien in Großbritannien und im Ausland studierte. Sie war eine gute Zeichnerin, die ihre Veröffentlichungen selbst illustrierte. In Reading arbeitete sie mit dem Professor Alastair Graham zusammen.

## Schriften
- mit Alastair Graham: Functional Anatomy of Invertebrates, Academic Press 1976
- mit Alastair Graham: British Prosobranch Molluscs. Their Functional Anatomy and Ecology, Ray Society 1962, 2. Auflage 1994
- mit Alastair Graham: The Prosobranch Molluscs of Britain and Denmark, 8 Teile, Journal of Molluscan Studies, 1976 bis 1985
- Herausgeber mit J. Peake: Pulmonates, Vol. 1. Functional Anatomy & Physiology, Academic Press 1975